# 張暐 (金朝)
张暐（12世纪—1217年），字明仲，金朝莒州日照县（今山东省日照市）人。
张暐笃学博通。完颜亮正隆五年（1160年），中进士。调任陈留主簿，以清廉能干转任昌乐令。为父丁忧，起为山东东路转运副使。完颜璟为原王时，张暐以太常丞兼王府文学。完颜璟被册封为皇太孙，张暐为左赞善。出使宋朝，因为知礼被南宋敬服，担任太常少卿兼修起居注。完颜璟即位为金章宗，明昌年间，张暐上书议事称旨，官至礼部尚书。前后在太常、礼部为官二十余年，明古今礼学，家法为士族仪表。承安三年（1198年），改任御史大夫，承安四年（1199年），因奏事不实，削官解职。后起为安武军节度使。致仕。